# Митрик Михайло Іванович
Михайло Іванович Ми́трик (24 жовтня 1933, Арданово — 13 березня 1999, Ужгород) — український графік і живописець; член Спілки художників України з 1970 року. Чоловік художниці Марії Митрик.

## Біографія
Народився 24 жовтня 1933 року в селі Ардановому (ині Берегівський район Закарпатської області, Україна). У 1966 році закінчив художньо-педагогічний факультет Київського державного художнього інституту, де навчався у Василя Касіяна, Миколи Глущенка.
Впродовж 1966—1993 років працював художником Закарпатського художньо-виробничого комбінату. Мешкав в Ужгороді, в будинку на вулиці Заньковецької № 4, квартира № 100, потім в будинку на вулиці Годинки № 8, квартира № 16. Помер в Ужгороді 13 березня 1999 року.

## Творчість
Ілюстрував і оформлював художню літературу. Володів багатьма графічними техніками — аквареллю, ліногравюрою, літографією, монотипією, офортом, пастеллю. Також працював у жанрі монументального мистецтва (сграфіто). Створював пейзажі, писав фортеці і дерев'яні церкви Закарпаття у реалістичному стилі. Серед робіт:
ілюстрації до творів
- «Юлина» Олександра Маркуша (1971);
- «Писаний камінь» Степана Пушика (1971);
- Леся Мартовича (1976);

ліногравюри
- «Хати в горах» (1975);
- «Опришки» (1976).

живопис
- «Під вечір» (1970);
- «Перед бурею» (1972);
- «Увиванець» (1974);
- «Копиці» (1980);
- «Будні колгоспу» (1981);
- «Верховинське село» (1985);
- «Пам'ятка архітектури» (1988);
- «Хати в горах» (1989);
- «Присяга» (1990);
- «Верховинська пісня» (1995).